# 郑县 (中华民国)
郑县，中国旧县名。
隨著元代華州鄭縣被撤，鄭縣逐漸用來指代郑州直隶州管城。光緒三十年（1904年），郑州境内所设的火車站卽被稱爲鄭縣站。
中华民国初年，全国废府州厅改县，于1913年2月改郑州直隶州为郑县:127。1928年，冯玉祥改为郑州市。1931年，中原大战后，复为郑县。第二次国共内战中的1946年1月，國民政府于在吕祖庙设立郑州绥靖公署。1947年，中華民國內政部编撰的《中華民國行政區域簡表》中，郑县县域面积约为912.00平方公里，人口197187人:127。
1948年10月22日，中国人民解放军占领郑县，接管郑州绥靖公署。其后，郑县分为郑州市和郑县。1949年置郑州专区，郑县属之。1952年撤销郑县，并入郑州市、中牟县、新郑县。